# Cephus lateralis
Cephus lateralis är en stekelart som beskrevs av Friedrich Wilhelm Konow 1894. Cephus lateralis ingår i släktet Cephus, och familjen halmsteklar. Arten har ej påträffats i Sverige.